# José Eleutério de Sousa
José Eleutério de Sousa, primeiro e único barão de São Romão (1810 — 1894) foi um nobre brasileiro, agraciado barão, foi coronel da Guarda Nacional. Na vigência do Regime Imperial liderou por muitos anos o Partido Liberal.